# Indigofera longistaminata
Indigofera longistaminata är en ärtväxtart som beskrevs av Brian David Schrire. Indigofera longistaminata ingår i släktet indigosläktet, och familjen ärtväxter. Inga underarter finns listade i Catalogue of Life.